# 춘천시 (1988년 선거구)
춘천시는 대한민국의 옛 국회의원 선거구이다. 당시 강원도 춘천시 지역을 관할했다.

## 역사
제13대 국회의원 선거를 앞두고 춘천시·춘성군·철원군·화천군 선거구에서 분리되면서 신설되었다.
1995년 1월 1일을 기해 춘천군과 춘천시가 통합되어 통합 춘천시가 신설되었다. 이에 제15대 국회의원 선거를 앞두고 춘천시 갑, 춘천시 을 선거구로 각각 분리되면서 폐지되었다.

## 역대 국회의원
| 선거   | 정당 | 정당       | 의원   |
| ------ | ---- | ---------- | ------ |
| 1988년 |      | 민주정의당 | 한승수 |
| 1992년 |      | 통일국민당 | 손승덕 |
| 1993년 |      | 민주자유당 | 류종수 |

## 역대 선거 결과

### 대한민국 제13대 국회의원 선거
|  | 42.30% |

|  | 32.35% |

|  | 14.59% |

|  | 7.03% |

|  | 3.71% |

### 대한민국 제14대 국회의원 선거
|  | 43.46% |

|  | 37.45% |

|  | 9.06% |

|  | 7.77% |

|  | 1.50% |

|  | 0.72% |

### 1993년 대한민국 재보궐선거
손승덕 의원의 사망으로 인해 치러진 1993년 대한민국 재보궐선거에서 민주자유당 류종수 후보가 당선되었다.